# Фрауенприсниц
Фрауенприсниц (њем. Frauenprießnitz) општина је у њемачкој савезној држави Тирингија. Једно је од 93 општинска средишта округа Зале-Холцланд. Према процјени из 2010. у општини је живјело 997 становника. Посједује регионалну шифру (AGS) 16074019.

## Географски и демографски подаци
Фрауенприсниц се налази у савезној држави Тирингија у округу Зале-Холцланд. Општина се налази на надморској висини од 320 метара. Површина општине износи 18,5 km². У самом мјесту је, према процјени из 2010. године, живјело 997 становника. Просјечна густина становништва износи 54 становника/km².